# Peter Heather
Peter Heather (født 1960 i Nordirland) er en britisk historiker. Han er uddannet på New College i Oxford, hvor han tog MA og Ph.d.. Han fungerede derefter som underviser og forsker på University College London, Yale University og Worcester College, Oxford. I 2008 blev han professor i middelalderhistorie ved King's College på London University.

## Arbejde
Peter Heather har udgivet en række bøger og artikler i tidsskrifter om emner, der især har relation til senantikken og den tidlige middelalder. Han har skrevet om Romerrigets undergang, om de folkeslag, der levede ved Romerrigets grænser, og om opbygningen af nye stater i Europa i den tidlige middelalder. Specielt i bogen "The Fall of the Roman Empire (A New History)" fra 2005, bryder han med den fremherskende tankegang, der går ud på, at Romerrigets fald blot var en "transformation" til et nyt styre med nye magthavere på grund af et almindeligt forfald i rigets strukturer. Heather argumenterer for Romerrigets evne til at omstrukturere under det pres, det var udsat for i det 3. og 4. århundrede, hvorimod det ikke var i stand til militært at modstå de invasioner, der blev resultatet af hunnernes fremtrængen østfra. Heathers afvisning af transformationsteorien blev understøttet i 2006 af arkæologen og historikeren Bryan Ward-Perkins, der i bogen "The Fall of Rome and the End of Civilization" påviste, hvordan især Vesteuropa i tiden efter Romerrigets fald oplevede nogle århundreder med befolkningsnedgang og massiv økonomisk tilbagegang.